# 悪太郎
悪太郎（あくたろう）とは、いたずらな男児、乱暴な男性を指す仮称。勇猛を自認する男性が自称する場合もある。物語の登場人物の名前ともしてしばしば用いられ、狂言の演目や映画の題にもある
。

## 狂言・映画のタイトル
- 悪太郎(1924)(島津保次郎監督)
- 江戸の悪太郎(1939)(マキノ正博監督)
- 悪太郎 (狂言)
- 悪太郎伝 悪い星の下でも（英語版） (1965)(下作品続編)
- 悪太郎 (1963)(鈴木清順監督:今東光原作)
- 江戸の悪太郎 (1959)(マキノ雅弘監督)
- 悪太郎売出す (1955)
- 悪太郎獅子 (1936)

## 人物
- 堀内恒夫（元読売ジャイアンツ選手。悪太郎というニックネームがあった）
- 6代目三遊亭円楽（旧名の三遊亭楽太郎にちなんで）

### 架空の人物
- 漫画『-るろうに剣心・異聞- 明日郎 前科アリ』の主要人物の1人長谷川 悪太郎（はせがわ あしたろう）。物語終盤に表記を明日郎（読み同じ）に改める。

## その他
- 悪太郎 (歌舞伎)